# Landbouwkrediet–Euphony
A Landbouwkrediet–Euphony (UCI csapatkód: LAN) egy belga profi kerékpárcsapat. Jelenleg profi kontinentális besorolással rendelkezik.

## Keret (2012)
2012. január 22-dikei állapot:
|     | Név                | Születésnap                  |
| --- | ------------------ | ---------------------------- |
| BEL | Frédéric Amorison  | 1978. február 16. (47 éves)  |
| BEL | Vincent Baestaens  | 1989. június 18. (35 éves)   |
| BEL | Koen Barbé         | 1981. január 20. (44 éves)   |
| NED | Dirk Bellemakers   | 1984. január 19. (41 éves)   |
| BEL | Jonathan Breyne    | 1991. január 4. (34 éves)    |
| BEL | Joeri Bueken       | 1991. március 1. (34 éves)   |
| BEL | Kevin Claeys       | 1988. március 26. (36 éves)  |
| NED | Stefan Cohnen      | 1982. december 4. (42 éves)  |
| BEL | Davy Commeyne      | 1980. május 14. (44 éves)    |
| BEL | Bert De Waele      | 1975. július 21. (49 éves)   |
| BEL | Sébastien Delfosse | 1982. november 29. (42 éves) |

|     | Név                 | Születésnap                    |
| --- | ------------------- | ------------------------------ |
| BEL | Gilles Devillers    | 1985. február 12. (40 éves)    |
| FIN | Matti Helminen      | 1975. augusztus 14. (49 éves)  |
| NED | Reinier Honig       | 1983. október 28. (41 éves)    |
| BEL | Kurt Hovelynck      | 1981. június 2. (43 éves)      |
| LTU | Egidijus Juodvalkis | 1988. április 8. (36 éves)     |
| BEL | Sven Nys            | 1976. június 17. (48 éves)     |
| BEL | Kevin Peeters       | 1987. február 5. (38 éves)     |
| BEL | Baptiste Planckaert | 1988. szeptember 28. (36 éves) |
| BEL | Joeri Stallaert     | 1991. január 25. (34 éves)     |
| NED | Bobbie Traksel      | 1981. november 3. (43 éves)    |
| BEL | Sven Vanthourenhout | 1981. január 14. (44 éves)     |